# Siamo solo orsi - Il film
Siamo solo orsi - Il film (We Bare Bears: The Movie) è un film d'animazione per la televisione realizzato nel 2020. È ispirato all'omonima serie animata e tra l'altro ne funge da epilogo.

## Trama
Il film narra la storia di come Grizzly, Panda e Orso Bianco si sono conosciuti e hanno imparato a vivere insieme. Però dopo aver combinato una delle loro peripezie nel parco di San Francisco finiscono nel mirino del Dipartimento di Controllo della Fauna Selvatica comandato dal corrotto Agente Trout. Gli orsi con l'aiuto di Chloe Park, una ragazzina di origini coreane e di Charlie, un bigfoot ingenuo collaboreranno per fermare il terribile Trout che in realtà è un fallito criminale pregiudicato.

## Doppiaggio
| Personaggio  | Doppiatore originale | Doppiatore italiano |
| ------------ | -------------------- | ------------------- |
| Grizzly      | Eric Edelstein       | Ivan Andreani       |
| Panda        | Bobby Moynihan       | Massimo Corizza     |
| Orso Bianco  | Demetri Martin       | Carlo Scipioni      |
| Agente Trout | Marc Evan Jackson    | Stefano Thermes     |
| Chloe Park   | Charlyne Yi          | Francesca Rinaldi   |
| Charlie      | Jason Lee            | Enrico Chirico      |
| Dramatic Cow | Travina Springer     | LaSabri             |
| Pizza Rat    | Fabrizio Guido       | Niccolò Guidi       |

## Distribuzione
Il film è stato trasmesso in digitale negli Stati Uniti il 30 giugno 2020 e su Cartoon Network il 7 settembre. In Italia invece è stato trasmesso il 27 novembre 2020 su Cartoon Network e in chiaro il 6 settembre 2021, il 19 giugno 2023 e il 18 agosto 2024, il 3 gennaio 2024 su Boing.